# Уорън (окръг, Охайо)
Окръг Уорън (на английски: Warren County) е окръг в щата Охайо, Съединени американски щати. Площта му е 1054 km², а населението - 158 383 души (2000). Административен център е град Лебанон.